# بيل إيمرسون
بيل إيمرسون (بالإنجليزية: Bill Emmerson)‏ هو طبيب أسنان وسياسي أمريكي، ولد في 28 أكتوبر 1945 في أوكلاند في الولايات المتحدة. حزبياً، نشط في الحزب الجمهوري. وقد انتخب عضو مجلس ولاية كاليفورنيا وانتخب عضو جمعية ولاية كاليفورنيا.